# 비탈리 미투
비탈리 미투(Vitali Mitu, 1987년 9월 18일  ~ 2009년 11월 24일)는 몰도바 출신의 격투기 선수이다. 2009년 11월 19일, 세미 슐트와 스파링을 하다가 세미 슐트의 니킥을 맞고 쓰러져 병원으로 이송되었으나 끝내 사망했다. 미투의 사망 원인은 세미 슐트의 니킥에 의한 충격이 아니라 폐부종, 급성 폐렴 때문인 것으로 밝혀졌다.